# Edificio Grau
El edificio Grau sito en la calle de la Paz número 36 de la ciudad de Valencia (España) es un edificio residencial plurifamiliar entre medianeras de estilo modernista valenciano construido en 1905, obra del arquitecto valenciano Peregrín Mustieles Cano.

## Edificio
El edificio fue construido por el arquitecto Peregrín Mustieles Cano a instancias de Ángeles Grau para su vivienda particular. La manzana sobre la que se construye es compacta, ventilada mediante patios de luces. La disposición del zaguán es centrada con respecto a su fachada principal. La planta posee un tratamiento diferenciado. Parte de una composición basada en un esquema romántico de diferenciación del principal elevándolo sobre el entresuelo. La organización de la fachada está basada en un sistema académico de ejes y simetrías. Consta de Planta baja, entresuelo, tres pisos y desván.
La organización sobre la base de un eje central se consigue mediante el cambio de material en la fenestración a lo largo de este eje y desde el acceso principal al zaguán, además de la énfasis en la detallada confección del diseño del hueco correspondiente al entresuelo. Toda la planta baja, así como el entresuelo tienen un tratamiento distinto en cuanto a la utilización de un despiece de sillería almohadillada, en contraste con el resto del edificio. 
La construcción está realizada basándose en muros portantes, de fábrica de ladrillo revocado con mortero de cemento, imitando paramentos de mampostería. 
La influencia modernista se evidencia fundamentalmente en los detalles decorativos: ménsulas alargadas y recrecido sobre la puerta del zaguán, tratamiento curvo de los huecos del entresuelo con inclusión de balcón con columnas en el centro de éste, barandillas de balcones en todos los huecos y ménsulas basadas en motivos florales, y remate final del edificio con profusa decoración en forma de margaritas.
La carpintería exterior es de madera, con persianas enrollables y cubrepersianas en los huecos. Los antepechos de los balcones están realizados en hierro forjado.